# 239-й танковий полк (РФ)
239-й гвардійський танковий Червонопрапорний, орденів Суворова, Кутузова і Олександра Невського Оренбурзький казачий полк (239 ТП, в/ч 89547) — формування танкових військ у складі Сухопутних військ Збройних сил Російської Федерації чисельністю у полк. Полк входить до складу 90-ї танкової дивізії. Дислокується в м. Чебаркуль.

## Історія
Постановою Уряду рф від 16.04.1994 року, указом міністра оборони рф №036 від 26.05.1994 року, 295-му гвардійському мотострілецькому полку додано найменування «Оренбурзький казачий».
7-ма окрема танкова бригада була створена у 2009 році на базе розформованих частин 34-ї мотострілецької дивізії, що дислокувались в Чебаркульському гарнізоні. Отримала почесні найменування та нагороди від 295-го гвардійського мотострілецького полку. 
В 2014 році брала участь у російській агресії проти України. У вересні 2014 року активістами ІнформНапалму був виявлений підрозділ бригади в Ростовській області, ідентифіковано військовослужбовця бригади Івана Косолапова, нагородженого медаллю за захоплення Криму. У жовтні відбулась ротація особового складу підрозділів бригади в Камєнському районі Ростовської області. Кількість оцінювали у танкову роту на Т-72Б, батарею САУ 2С3 «Акація» і мотострілецьку роту.
У листопаді 2015 року було опубліковане дослідження ІнформНапалму про виявлення діяльності розвідувального підрозділу бригади на Донбасі від командуванням старшого лейтенанта Дмитра Михайлова.
В 2016 році бригада переформована на 239-й танковий полк. Полк увійшов до складу відтвореної 90-ї танкової дивізії.
З 24 лютого 2022 року полк брав участь у повномасштабному вторгненні Росії в Україну. За даними видання Meduza, військовослужбовець полку Михайло Романов скоїв зґвалтування у селі Богданівка Броварського району Київської області. Над ним триває судовий процес про вбивство місцевого жителя та зґвалтування його дружини.

## Командири
- (2009-2012) гвардії полковник Сергій Миколайович Комбаров[7]